# Detlef Untermann

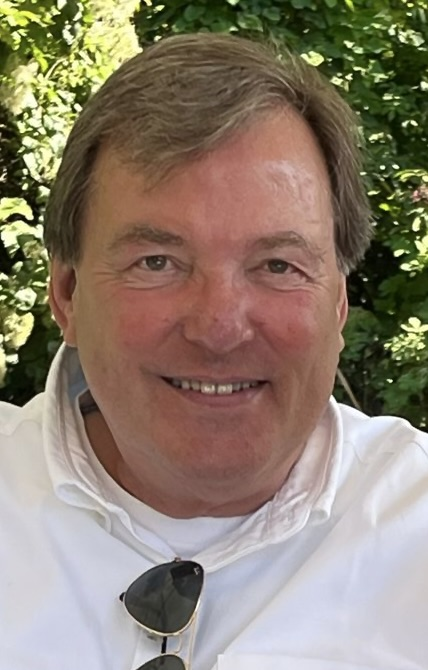
Detlef Untermann (2023)

Detlef Untermann (* 6. November 1952 in Kempten (Allgäu)) ist ein deutscher Journalist und Kommunikationsmanager.

## Leben
Untermann besuchte das Humboldt-Gymnasiums in Düsseldorf, welches er 1972 mit dem Abitur abschloss. Nach einem zweijährigen Wehrdienst in Budel/Niederlande studierte er ab 1974 an der Westfälischen Wilhelms-Universität (WWU) in Münster zunächst Rechtswissenschaften und später zusätzlich Betriebswirtschaftslehre. Im November 1979 legte er die erste juristische Staatsprüfung ab und begann im Januar 1980 ein Volontariat bei den Westfälischen Nachrichten in Münster.
Von den Westfälischen Nachrichten, bei denen er noch als Redakteur in der Politikredaktion arbeitete, wechselte Untermann 1984 als stellvertretender Politikchef zum Münchner Merkur. 1986 ging er zum Bayerischen Rundfunk und übernahm die Leitung der Redaktion Innenpolitik (Hörfunk). 1989 kehrte er zurück zum Münchner Merkur, bei dem er zunächst die Redaktion des Tölzer Kurier und später die des Garmisch-Partenkirchner Tagblattes leitete. Von dort aus wechselte er 1992 nach Berlin und baute als Korrespondent das Hauptstadtbüro der Märkischen Oderzeitung auf.

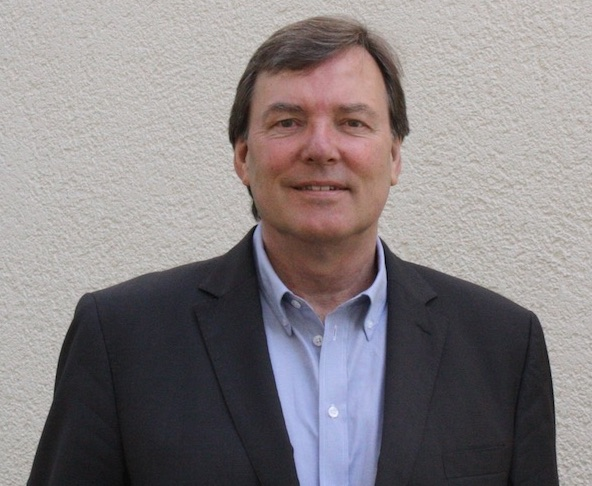
Detlef Untermann (2017)

Schon während seiner Tätigkeit als Journalist war Untermann im Bereich Public Relations tätig und wurde seit 1977 als Reserveoffizier in der Presse- und Öffentlichkeitsarbeit von Bundeswehr und NATO eingesetzt – zuletzt als Oberstleutnant der Reserve. 1996 wechselte er hauptberuflich vom Journalismus auf die PR-Seite und leitete die Unternehmenskommunikation der Berlin Hyp (Berlin-Hannoversche Hypothekenbank), einer Tochter der damaligen Bankgesellschaft Berlin. Dort war er auch für die Kommunikation des Immobilienbereichs verantwortlich. Insbesondere in der Zeit des Berliner Bankenskandals hat er das Krisenmanagement für Klaus Landowsky übernommen.
2003 ging er dann zu den Berliner Verkehrsbetrieben (BVG), um das Kommunikationsmanagement aufzubauen. 2005 verließ er das Verkehrsunternehmen und gründete mit butterfly communications | seine eigene Kommunikationsagentur. In dieser Funktion betreute er im Jahr 2008 Bernhard Blaszkiewitz, den damaligen und mittlerweile verstorbenen Direktor vom Zoo Berlin und vom Tierpark Berlin, als dieser in die öffentliche Kritik gekommen war.
Seit 2006 hat Untermann mehrere Lehraufträge zu Kommunikationsthemen an der Freien Universität Berlin und der Hochschule für Technik und Wirtschaft Berlin übernommen. Daneben war er Referent bei verschiedenen privaten Bildungsträgern. 2009 gründete er das Schulungsunternehmen Butterfly Academy, das auf Themen rund um die Unternehmenskommunikation spezialisiert war und auf prominente Referenten wie die Fernsehmoderatorin Bettina Böttinger oder den ehemaligen Regierungssprecher und früheren Chefredakteur des Bayernkuriers, Peter Hausmann, zurückgreifen konnte. Mittlerweile wird das Leistungsspektrum der Butterfly Academy unter dem Dach von butterfly communications | angeboten.

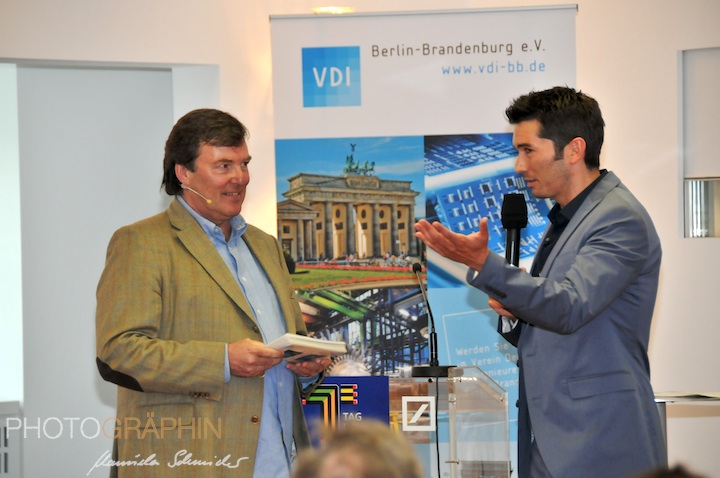
Detlef Untermann (l.) bei einer Veranstaltung des Verbands Deutscher Ingenieure (2013).

Untermann wird seit Anfang der 2010er Jahre auch für die Moderation von Veranstaltungen engagiert sowie als Redner und Gesprächspartner zu Kommunikationsthemen eingeladen.
Untermann betreute von 2005 bis 2017 die Kolumne „Berlin-Macher“ in dem Berliner Magazin für Stadtentwicklung „Berlin vis-à-vis“. Er betreibt den Blog „Opas Blog“, in dem er regelmäßig seine Gedanken als Großvater beschreibt. Ausgewählte Texte erschienen auch in der Huffington Post und der Online-Ausgabe der Berliner Tageszeitung Der Tagesspiegel, mit denen „Opas Blog“ kooperierte. Ein weiteres Blog-Projekt hieß „Z wie Zeit - Die Unendlichkeit einer Sekunde“, in dem er sich mit dem Thema Zeit unter den verschiedensten Blickwinkeln auseinandersetzte. Seit 2018 gestaltet er den Kochblog „Hauptstadt-Peperoni“, auf dem er Rezepte präsentiert, die sich durch mutige Kombinationen von Lebensmitteln und Gewürzen oder die Vermischung von Küchen verschiedener Länder auszeichnen. Sein neuestes Projekt ist der Blog „Berlin-Dossier“, auf dem er das landes- und bundespolitische Geschehen in Berlin kommentiert.
Untermann war seit 1976 verheiratet und ist seit 2024 verwitwet. Er hat zwei erwachsene Töchter.

## Gesellschaftliches Engagement
Untermann war und ist Mitglied in den unterschiedlichsten Vereinen und Organisationen und engagiert sich ehrenamtlich. So war er Lesepate an der Humboldthain-Grundschule in Berlin-Wedding und Mentor in der Deutschen Public Relations Gesellschaft. Er ist Mentor und Berliner Koordinator im Alumni Club WWU Münster. 2020 und 2021 war er ProTalent-Stipendiengeber an der Westfälischen Wilhelms-Universität Münster. Bis 2009 war er Mitglied der CDU Berlin. Mittlerweile ist er Mitglied der FDP Berlin und dort stellvertretender Vorsitzender des Ortsverbandes Wannsee und als kooptiertes Mitglied im Vorstand des Bezirksverbandes Steglitz-Zehlendorf Seniorenbeauftragter. 2014 verlieh ihm der Freundeskreis der Universität der Künste in Berlin, in dem er viele Jahre im Beirat und im Vorstand aktiv war, die Ehrenmitgliedschaft „in Anerkennung seiner Verdienste um die Förderung der Bildenden Künste und des künstlerischen Nachwuchses“. Er ist Botschafter des Bundesverbandes Initiative 50plus und kümmert sich dort um das Thema „Internet und Senioren“. Anfang 2015 rief er die Initiative „KINDER | KOCHEN“ ins Leben, die u. a. mit Kochkursen für Schulklassen Kinder für Tischkultur und einen respekt- wie verantwortungsvollen Umgang mit Lebensmitteln sowie eine ausgewogene Ernährung sensibilisieren wollte und Ende 2016 in einen eingetragenen Verein umgewandelt wurde. Dieser wurde u. a. von IN FORM, Deutschlands Initiative für gesunde Ernährung und mehr Bewegung, und dem Familienherz der BKK-VBU ausgezeichnet. Inzwischen wurde der Verein aufgelöst, da keine Nachfolger für die Weiterführung des Vereins gefunden werden konnten.

## Sonstiges
Gemeinsam mit anderen Nachfahren hat er im 2014 das künstlerische Werk seines Ururgroßvaters, des deutschen Genremalers Gisbert Flüggen, aufgearbeitet und die Ergebnisse auf einer Webseite dokumentiert.